# Пруденцій Труаський
Пруденцій Труаський (фр. Prudence de Troyes; ? — 6 квітня 861, Труа) — католицький святий, єпископ діоцезії м. Труа у 843–861 рр.

## Життєпис
Іспанець, походив із Арагона. При хрещенні був названий як Галіндо. Покинув Іспанію в юності, ймовірно, через захоплення її сарацинами і оселився в імперії франків, де здобув освіту в школі «Палатин» (лат. Scholae Palatinae).
Служив капеланом у короля франків Людовика I Благочестивого.
У період правління першого короля Західно-Франкського королівства (Франції) Карла II Лисого в 843 році був обраний єпископом франкського міста Труа. Ставши єпископом, він змінив ім'я Галіндо на Пруденцій.
Є автором книги про щоденні богослужіння (Літургія годин). Пруденцію Труаському приписують авторство другої частини Бертинських анналів у 835–861 рр. Його ім'я згадується під 861 роком у третій частини згаданих анналів. Крім того, він займався редагуванням заміток Біблії.
Праці Пруденція Труасского, за винятком віршів, були надруковані в
- «Patrologia Latina» CXV, 971—1458, а його поеми в
- Mon. Germ. Poetæ Lat., II, 679 sq.

Брав участь у богословських суперечках, в тому числі, з Гінкмаром Реймським.
Центральною церковною владою Пруденцій Труаський довгий час не був включений до числа святих, проте в м. Труа аж до XX століття шанувався культ святого Пруденція Труаського. І у м. Труа його свято відзначається 6 квітня досі.